# Riorges
Riorges – miejscowość i gmina we Francji, w regionie Owernia-Rodan-Alpy, w departamencie Loara.
Według danych na rok 1990 gminę zamieszkiwało 9868 osób, a gęstość zaludnienia wynosiła 635 osób/km² (wśród 2880 gmin regionu Rodan-Alpy Riorges plasuje się na 70. miejscu pod względem liczby ludności, natomiast pod względem powierzchni na miejscu 740.).

## Miasta partnerskie
- Piatra Neamț, Rumunia
- Elland, Wielka Brytania